# James Albert Bonsack
James Albert Bonsack (9 ottobre 1859 – 1º giugno 1924) è stato un inventore statunitense, noto per aver realizzato nel 1880 la prima macchina automatica per l'arrotolamento e la produzione di sigarette.

## L'invenzione

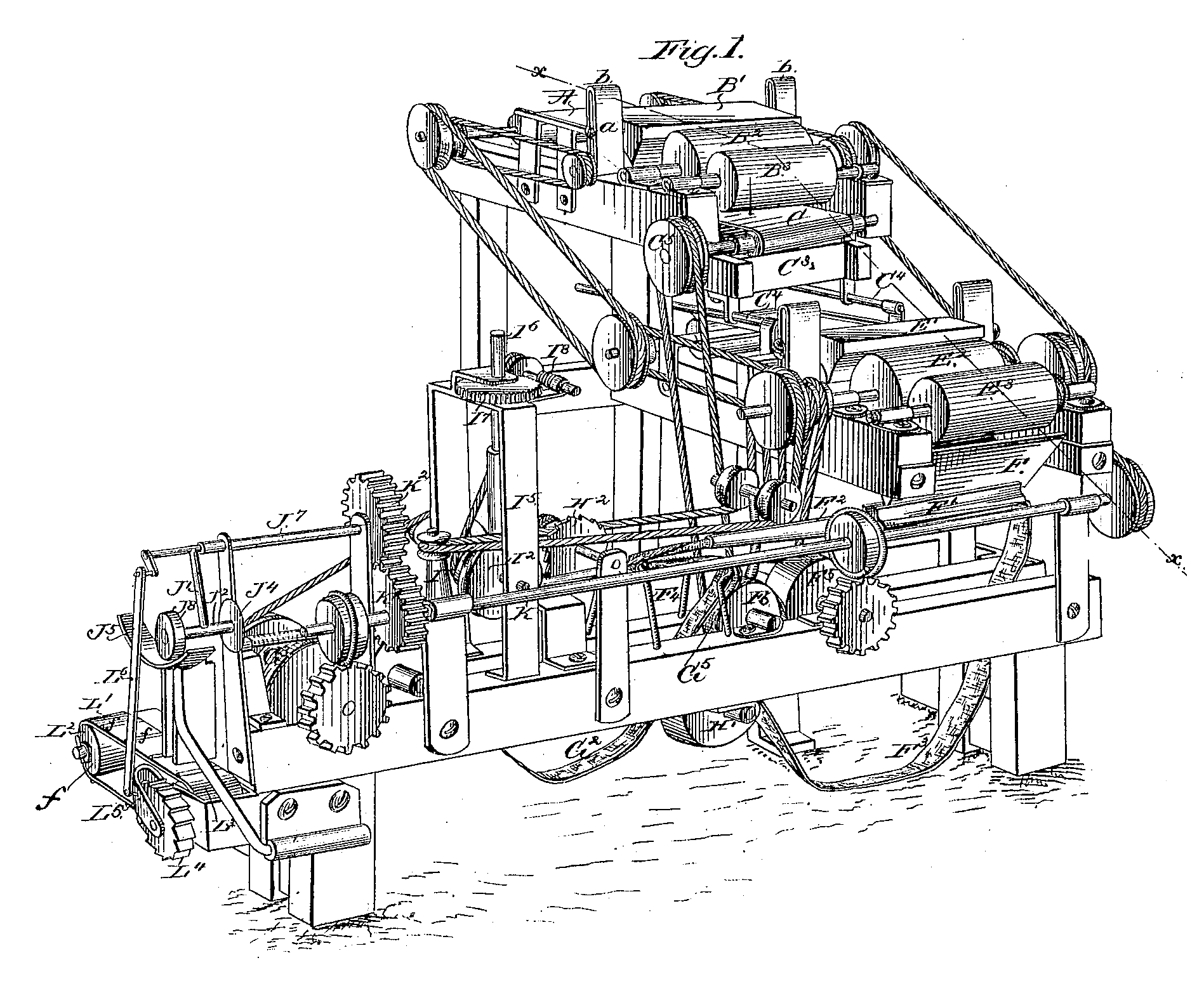
La macchina per la produzione di sigarette inventata da Bonsack come appare sul brevetto numero 238.640 rilasciato dagli Stati Uniti d'America.

Fino alla fine degli anni settanta del diciannovesimo secolo le sigarette dovevano essere arrotolate a mano e le estremità venivano chiuse torcendole. Dato che un addetto esperto alla produzione riusciva a fabbricare quattro sigarette al minuto e circa 200 in un'ora e data la domanda sempre crescente di sigarette preconfezionate, le aziende dominanti del settore dell'epoca avevano quindi veri e propri eserciti di addetti; basti pensare che nel 1882 la Allen & Ginter, il più grande produttore di quegli anni, aveva nel suo stabilimento di Richmond, in Virginia, ben 450 operaie addette alla produzione.
Tutti quelli che nel 1880 erano i più grandi produttori dell'epoca, la già citata Allen & Ginter di Richmond, Virginia, la William S. Kimball & Company di Rochester, New York, la Kinney Tobacco e la Goodwin & Company, entrambe di New York, che insieme detenevano il controllo dell'80% del mercato, capirono quindi di dover puntare sulla meccanizzazione e sull'automazione del processo di produzione e, nel 1875, la Allen & Ginter offrì addirittura un premio di 75.000 dollari per chi avesse presentato un prototipo di macchina funzionante per l'arrotolomento delle sigarette. I primi tentativi di automazione non furono però fortunati poiché la forma delle sigarette prodotte era del tutto irregolare e il contenuto non era omogeneamente distribuito; di fatto, il prodotto era di bassa qualità e del tutto non gradito al consumatore.
In questo clima, la vera rivoluzione avvenne nel settembre 1880 quando James Bonsack depositò la domanda di brevetto per una macchina per la produzione automatica di sigarette. L'idea per la sua invenzione, di cui il primo prototipo andò perso in un incendio in un magazzino di Lynchburg, in Virginia, venne a Bonsack osservando alcune macchine nel lanificio di suo padre. La macchina di fatto creava una sorta di sigaretta infinita avvolgendo la mistura di tabacco in un grande e sottile foglio di carta, e la suddivideva in sigarette della giusta lunghezza attraverso un sistema di cesoie rotanti; l'estremità restava quindi aperta e per impedire che seccasse era necessario aggiungere additivi chimici come glicerina, zucchero e melassa. Il brevetto, il n. 238.640, fu rilasciato a Bonsack nel marzo 1881. Dopo ulteriori miglioramenti, brevettati nell'ottobre 1881, la versione finale della macchina riusciva a produrre 200 sigarette al minuto e circa 120.000 al giorno garantendo inoltre il dimezzamento dei costi di produzione di ogni unità.

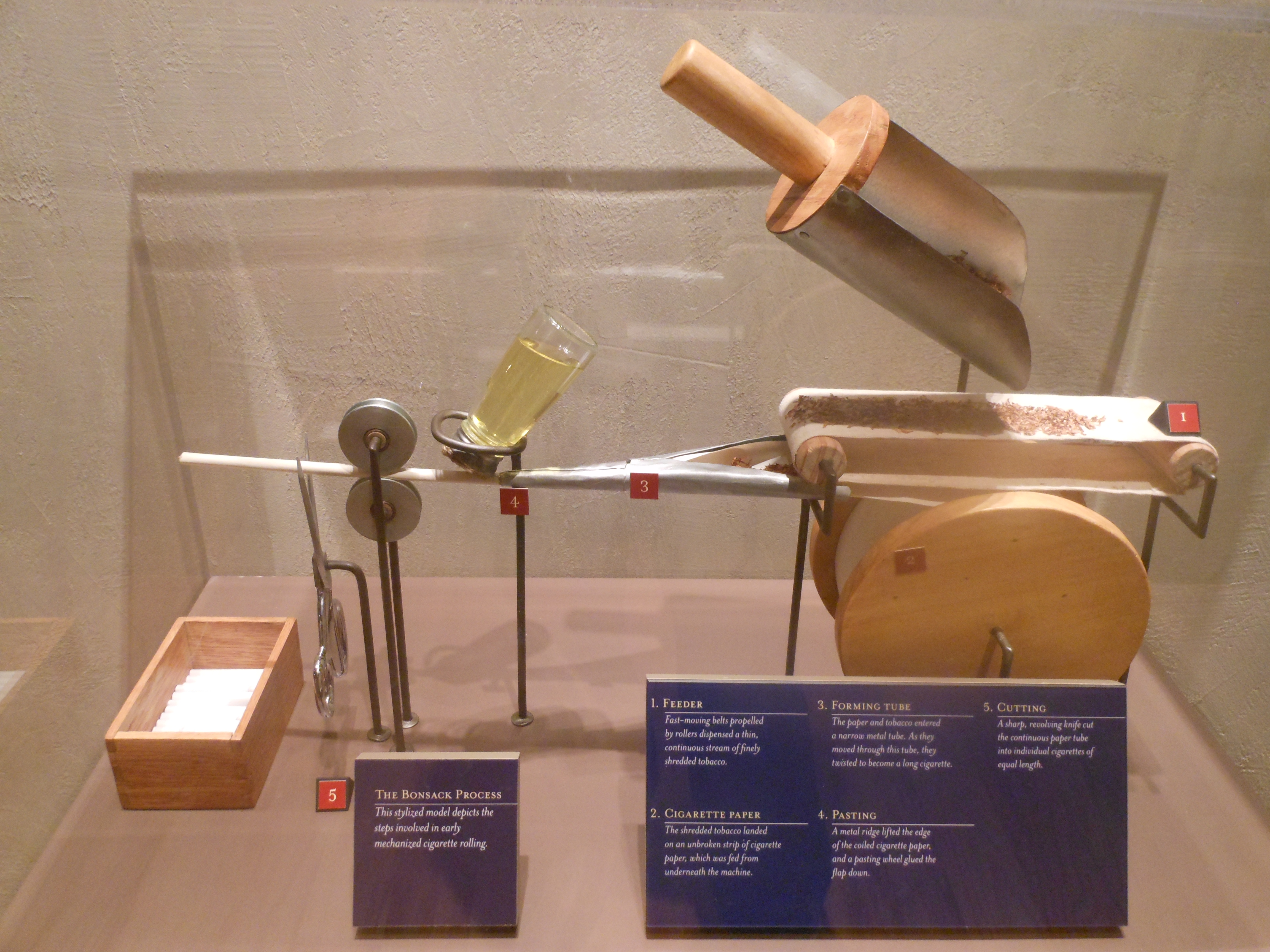
Un modello della macchina di Bonsack.

All'inizio del 1882, Bonsack, assieme a suo padre, suo fratello e suo cognato, fondò quindi la Bonsack Machine Company. L'azienda si offriva di fornire in affitto le proprie macchine (compreso anche un operatore) ai produttori di sigarette chiedendo, oltre al prezzo d'affitto, 0,30 dollari ogni mille sigarette vendute. La prima azienda ad ordinare una macchina fu la Allen & Ginter che però poi, commettendo uno dei più grossi errori della storia dell'industria moderna, annullò l'ordine quando i vertici dell'azienda si convinsero, contrariamente a quanto pensato prima, del fatto che i clienti non avrebbero visto di buon occhio un prodotto di fattura non artigianale.
La svolta avvenne quando James Buchanan Duke, proprietario della "W. Duke & Sons", una fabbrica di tabacco da pipa fondata nel 1865 da suo padre, Washington Duke, decise di dedicarsi al mercato delle sigarette e di credere nell'invenzione di Bonsack. Agendo in maniera contraria ai propri concorrenti, Duke si fece vanto della natura industriale del proprio prodotto (su ogni pacchetto prodotto era scritto che era stato realizzato con le più moderne tecnologie), asserendo che le macchine, più efficienti e precise, davano un risultato certamente migliore rispetto a quello di un lavoro manuale.
Nel 1884, mentre i suoi concorrenti stavano ancora esitando in quanto restii ad abbandonare la tradizionale produzione, Duke installò due macchine della Bonsack Machine Company nel suo stabilimento di Durham. Dato che ciò permise allo stesso Bonsack di migliorare i propri prodotti, nacque presto una collaborazione grazie alla quale Duke ottenne forti sconti sulle nuove macchine rispetto agli altri produttori che solo in un secondo tempo si erano infine volti all'automazione. 
Nel tempo, Duke divenne il vero controllore dell'azienda di Bonsack, diventata, anche grazie a lui, leader del settore, e dei suoi brevetti, riuscendo anche grazie a questo a diventare il dominatore del mercato delle sigarette con la sua nuova azienda, la American Tobacco Company.

## Eredità
Sebbene il nome di James Bonsack appaia di rado nei trattati di storia della tecnologia accanto a quelli di suoi contemporanei quali Alexander Graham Bell, Thomas Edison, o i fratelli Wright, la sua invenzione, così come quelle di costoro, ha posto le basi di una delle maggiori industrie americane. Sebbene, al contrario di invenzioni come il telefono, la lampadina o l'aeroplano, la macchina di Bonsack non fosse un nuovo prodotto ma un classico esempio di quella che può essere definita innovazione attraverso l'emulazione, anch'essa modificò profondamente la vita degli statunitensi nel secolo a venire.
L'area non incorporata di Bonsack, nella contea di Roanoke, in Virginia, è stata così chiamata in onore di James Bonsack, che visse in questa località sulla route 460, tra Roanoke e Bedford.